# Web Open Font Format 2
Web Open Font Format 2, également appelé WOFF2 ou WOFF 2.0 est une norme de format de fichier de police vectorielle initialement proposé par Google, en 2013, et proposant d'améliorer le format WOFF original.
Ces principales avancées sont :
- Il remplace l'algorithme de compression gzip par brotli, proche des principes de LZMA. Il compresse un peu moins que LZMA, mais tout de même 30 à 50 % plus que gzip utilisé par WOFF. Sa vitesse de décompression s'approche de celle de deflate, soit environ 10 fois plus rapide que LZMA.
- Il comporte également, en s'inspirant du format MicroType Express (MTX), la possibilité de mémoriser le corps d'un caractère sans accent, et de le réutiliser pour le représenter avec accent, plutôt que de mémoriser le même caractère pour chaque accent.
- Ce format permet officiellement d'accepter la compatibilité avec les fontes SVG OpenType, multicolores et animées acceptées précédemment dans les standard du format OpenType.
- Il permet aussi de réunir dans un même fichier des polices à la graisse différente, italique et non-italique.

## Support
D'après le site CanIUse.com, la majorité des principaux navigateurs web gèrent le format WOFF 2.0 au 7 janvier 2017, sauf Internet Explorer et Opera Mini, alors que seuls Chromium/Google Chrome, Opera et Mozilla Firefox (tous trois en version bureau et mobile) géraient le format WOFF 2.0 en août 2015.